# Raymond Monvoisin
Raymond Auguste Quinsac Monvoisin (Bordeaux, 31 maggio 1790 – Boulogne-sur-Mer, 26 marzo 1870) è stato un pittore francese, formatosi artisticamente presso la bottega parigina di Pierre-Narcisse Guérin, venne insignito per meriti della Legion d'onore. Nel 1848 si trasferì in Cile come direttore della locale Accademia, concorrendo alla promozione della pittura nel paese. Rientrato in patria (1858), iniziò un lento declino che lo portò a morire da squattrinato.